# 合江两极虫
合江两极虫（学名：Myxidium hokiangensis）为两极科两极虫属的动物。在中国，分布于四川等，营寄生生活，寄生在黄颡鱼、中华倒刺鲃的胆囊。